# Морской устав
Морской устав — изложение обязанностей всех чинов на кораблях и судах военного флота Российской империи.

## При Петре I
Первое издание Морского устава было лично составлено и издано Петром I под названием: «Устав морской о всём, что касается к доброму управлению в бытность флота на море». Он был утверждён в качестве закона 13 (24) января 1720 года, но издан был только 13 (24) апреля 1720 года в Санкт-петербургской типографии.
Устав был снабжён обширным предисловием, написанным самим Петром I с участием Феофана Прокоповича, в котором излагалась история русского флота вплоть до 1719 года и подчёркивалась значимость военного флота в России.
Устав состоял из пяти книг (томов), каждый из которых был посвящён определённой теме:
1. обязанности главного начальника флота и лиц его штаба, заведовавших различными частями управления;
2. взаимоотношения лиц, служащих на флоте, постановления о военно-морских почестях, флагах и вымпелах, соответствовавших определённым чинам и званиям;
3. обязанности всех чинов;
4. устав поведения и служебные порядки на корабле;
5. наказания за проступки, совершенные моряками.

Кроме того, «Устав морской о всём, что касается к доброму управлению в бытность флота на море» содержал приложение о сигналах.
Был переиздан в 1724 году и до 1797 года служил основным руководящим документом для морского флота Российской империи.

## При Павле I
В ходе военной реформы Павла I, 29 ноября 1796 года были приняты новые, подготовленные на основе гатчинских уставов воинские уставы: «Воинский устав о полевой и пехотной службы», «Воинский устав о полевой кавалерийской службе», «Правила о службе кавалерийской» и морской устав.
Основными отличиями нового морского устава от петровского морского устава были: во-первых, более чёткая регламентация службы и быта на корабле; во-вторых «нерепрессивный» его характер, то есть, если в петровском уставе почти в каждой статье за определённым требованием следует мера наказания за нарушение этой нормы, то в павловском уставе наказания упоминаются крайне редко. Уставом вводились новые должности во флоте — историограф, профессор астрономии и навигации, рисовальный мастер.
В 1797 году был издан «Устав военного флота». Оба устава (петровский и павловский) сохраняли силу до 1853 года, когда последовало утверждение нового устава («Устав военного флота» был заменён «Морским уставом»), выработанного особым комитетом под председательством Великого князя Константина Николаевича. В 1869 году «Морской устав» был издан вновь (пересмотрен), с существенными изменениями и дополнениями.

## При Александре III
В 1885 году был составлен «Морской устав», вошедший в «Свод морских постановлений» и составляющий в нём особую книгу (№10). Содержал 1145 статей и имел пять разделов: 1) общие обязанности чинов флота; 2) о флагманах и флагманских штабах; 3) о должностях чинов, служащих на корабле; 4) о порядке службы на корабле; 5) о почестях, салютах и фалрейных и о флагах. В приложениях содержались: правила для предупреждения столкновений судов в море; устав о караулах на военных судах; правила делопроизводства на судах; форма таблицы о результатах счисления пути.
Канцелярия морского министерства в 1886 году приступила к изданию «Свода морских постановлений». Вышли книги I—XVIII, из коих последние три образовали «Военно-морской устав о наказаниях» (издательство 1875 года), «Военно-морской дисциплинарный устав» (издательство 1889 года, изменён и дополнен законом 3 сентября 1891 года) и «Военно-морской судебный устав» (издательство 1874 года).
«Морской устав», от 1885 года, был действительным до начала XX столетия. В 1911 году была создана специальная комиссия по пересмотру Устава и разработке нового текста, однако эта работа не была завершена.